# Hawaii (film 2013)
Hawaii è un film del 2013 scritto e diretto da Marco Berger.

## Trama
Martin, un ragazzo che ha appena perso la nonna e cacciato fuori di casa da un suo zio, arriva nella sua città natale con la speranza di trovare una sua zia che non vede da tempo. Tuttavia scopre che la zia si è sposata, vendendo la casa e senza lasciare alcun indirizzo o numero di telefono. Si ritrova così senza un soldo, né un posto dove andare. Incomincia a dormire in un luogo abbandonato, trovando un letto tra le rovine di un edificio e inizia a guadagnare qualche soldo con lavori occasionali. Dopo un po' di tempo, incontra Eugenio, un compagno d'infanzia che lo assume. Martin non vuole ammettere la sua triste condizione e mente continuamente sulla sua abitazione. Eugenio scopre la situazione di Martin e lo ospita a casa sua per l'estate.
In un primo momento Eugenio non sembra ricordare molto di Martin, ma a poco a poco ricominciano a parlare dei ricordi di quando entrambi erano bambini. Eugenio comprende l'attrazione che prova nei confronti dell'ospite, ma cerca di controllarsi, visto che non vuole far credere al ragazzo di approfittarsi della sua situazione finanziaria. A questo, si aggiunge il timore di non essere ricambiato da Martin, oppure che il ragazzo ricambi ma che lo faccia soltanto perché si sente in debito con lui. In realtà Martin è attratto da Eugenio, ma non sa dell'omosessualità dell'amico. Inoltre, dato la sua situazione finanziaria, non vuole approfittare della sua gentilezza.
Il rapporto tra Eugenio e Martin diventa sempre più intenso e ambiguo, e per i ragazzi diventa sempre più difficile nascondere l'attrazione che hanno per l'altro. Un giorno, mente Martin deve spostare alcuni mobili, entra nella camera del padrone di casa, vedendo accidentalmente alcuni disegni di uomini nudi sulla scrivania dell'amico. Eugenio, imbarazzato, cerca di non parlare al ragazzo della sua sessualità. I sospetti diventano sempre più certezze, fino a diventare una forte conferma quando Martin si spoglia davanti a Eugenio, causando il suo ennesimo imbarazzo. 
Martin, sicuro della sessualità di Eugenio, lo bacia il mattino successivo, certo di essere ricambiato. Eugenio, senza dare alcuna spiegazione, lo respinge, facendo rimanere male il ragazzo. Durante il pomeriggio, Eugenio scopre della partenza di Martin, lasciandolo solo. Lo cerca per diversi giorni, ma non riesce in alcun modo a trovarlo. Al suo posto, trova alcuni oggetti che usavano da bambini, tra cui un visore View-Master. Pochi giorni dopo, Martin ritorna a casa di Eugenio, portando un altro visore con lui. I due si guardano e successivamente si baciano, pronti a cominciare una vera relazione.